# Avia

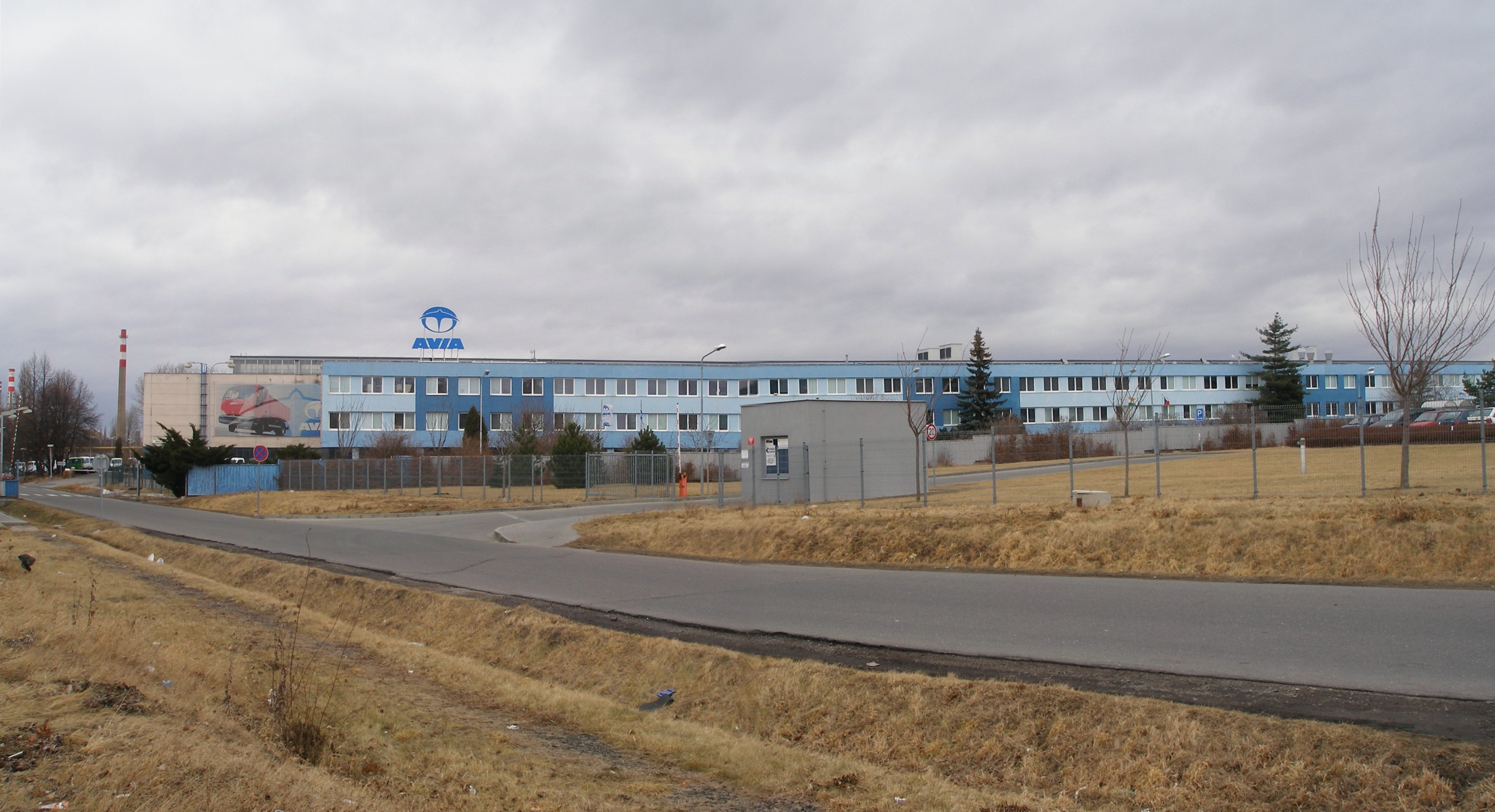
Fabryka Avii

Avia – czeskie (do 1993 roku czechosłowackie) przedsiębiorstwo, ulokowane w stolicy Czech – Pradze, produkujące samochody ciężarowe oraz autobusy, a dawniej samoloty.

## Historia i opis fabryki
W Pradze, w nieczynnej rafinerii cukru konstruktorzy Pavel Beneš i Miroslav Hajn uruchamiają fabrykę samolotów i silników lotniczych, która dostaje nazwę Avia. M.in. zostaje skonstruowany samolot myśliwski Avia B-534 a produkcja samolotów utrzymuje się do końca II wojny światowej.
Po zakończeniu wojny Czechosłowacja stała się krajem socjalistycznym, przez co w 1946 roku zapada decyzja o wykorzystaniu fabryki do produkcji ciężarówek. Początkowo montowane są Škody 706 R i Tatra 805. W 1956 roku pod nazwą Avia Mk3 powstaje jednomiejscowy samochód wyścigowy (egzemplarz przetrwał do dziś). W 1961 roku zostaje ostatecznie zamknięta produkcja lotnicza. Na zlecenie rządu fabryka produkuje dla wojska Pragę V3S i S5T oraz opancerzone transportery OT-64 (Skot). W 1967 roku zostaje kupiona licencja od Renault–Saviem na modele SG4 Super Galion i SG2 Super Goelette, które otrzymują nazwę Avia A15 i Avia A30. Wraz z kupnem licencji budowane są nowe hale fabryczne oraz zakupione zostają nowe maszyny. Produkcja osiąga 17 tys. sztuk przy częstej modernizacji pojazdów. W 1983 roku modele A30 oraz A15 przechodzą modernizacje po której otrzymują nazwę odpowiednio A31 oraz A20 i A21. Modele na eksport do Afryki Północnej otrzymują logo Renault. 1 czerwca 1988 roku Avia staje się koncernem. W Pradze odbywa się montaż silników i kabin, a nadwozia specjalne powstają w Brnie i słowackiej Żylinie. Powstają także na podwoziach Avii autobusy wielu firm m.in. Karosy czy TAZ. W 1989 roku dochodzi jednak do rozpadu koncernu na osobne jednostki, a wkrótce transformacja ustrojowa utrudnia działalność fabryki. W 1992 roku Avia stała się spółką akcyjną w wyniku restrukturyzacji i podjęła z firmą Hamilton Standard nieudaną próbę montażu helikopterów. Dla ratowania sytuacji fabryki powstały nowe projekty m.in. z turbodoładowaniem: modele Avia A21T i A31T, jednak również nieudane. Podjęte zostały rozmowy z zagranicznymi inwestorami i w efekcie 50,2% udziałów kupiło koreańskie Daewoo, które wcześniej z austriackim Steyrem utworzyło konsorcjum. Fabryka przyjęła nazwę Daewoo-Avia i została uruchomiona produkcja modeli A60, A75 i A80, która trwała do 13 listopada 2000 roku (250 tys. ciężarówek). W latach 1994–1996 produkowane były na zlecenie czeskiej armii samochody terenowe Avia A 11 Trend na licencji kupionej od francuskiej firmy Auverland. W 1996 roku w lubelskiej FSC odbywał się montaż ciężarówek Avia, a w latach 1997–1999 w fabryce Avii odbywał się montaż polskich Lublinów. W 2000 roku pojawiła się nowa gama ciężarówek Avia D-line o ładowności 6-9 ton. Problemy finansowe GM Daewoo sprawiły, że większościowy pakiet akcji przejął Odien Capital, partner SGM International B.V. i ponownie fabryka wróciła do nazwy Avia. W 2006 roku indyjskie przedsiębiorstwo Ashok Leyland wykupiło Avię i w 2013 roku całkowicie przeniosło produkcję do Indii. W 2016 roku Avię odkupiła czeska grupa przemysłowa, która doprowadziła do reaktywacji marki w 2017 roku.
W roku 2012 w ofercie firmy znajdowały się samochody ciężarowe w wersji podwozie pod zabudowę, o DMC od 5990 kg (model D75 w najlżejszym wariancie D60) przez 9000 kg (standardowa wersja D90) do 11 990 kg (D120). Ten najcięższy występuje także w wersji 4x4. Dostępna jest tylko jedna wersja długości kabiny – pojedyncza.

## Galeria

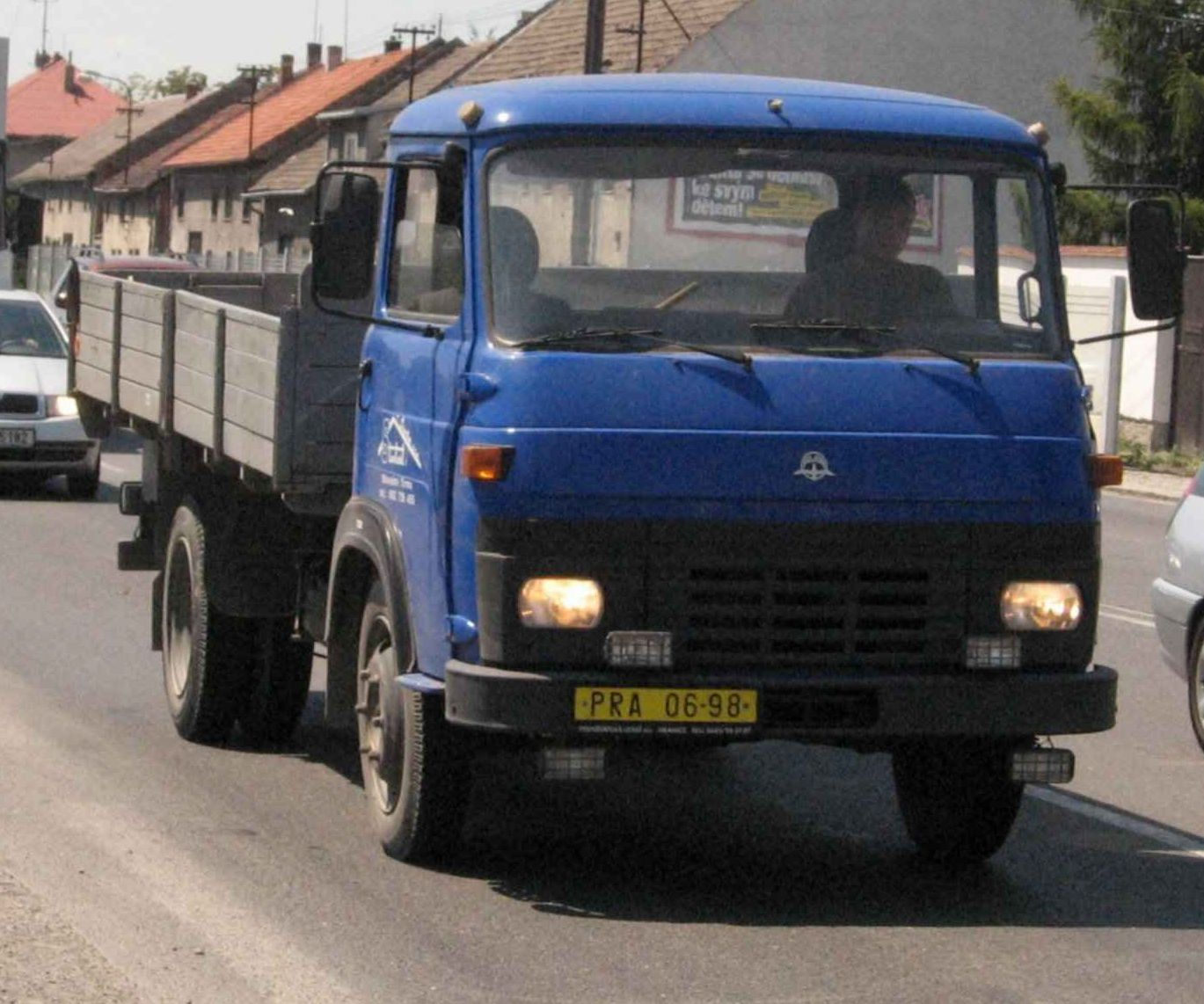
Avia A31
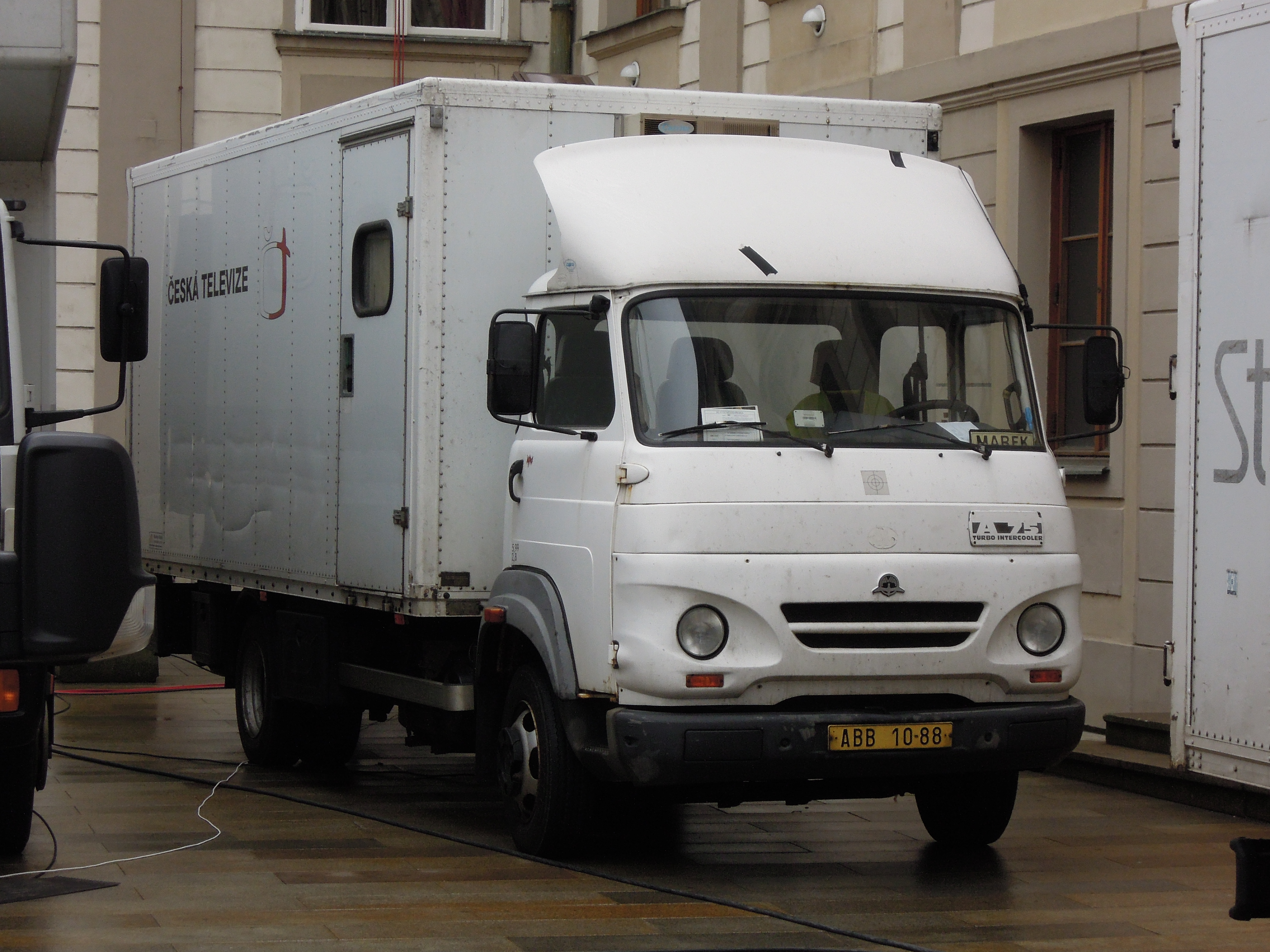
Avia A75
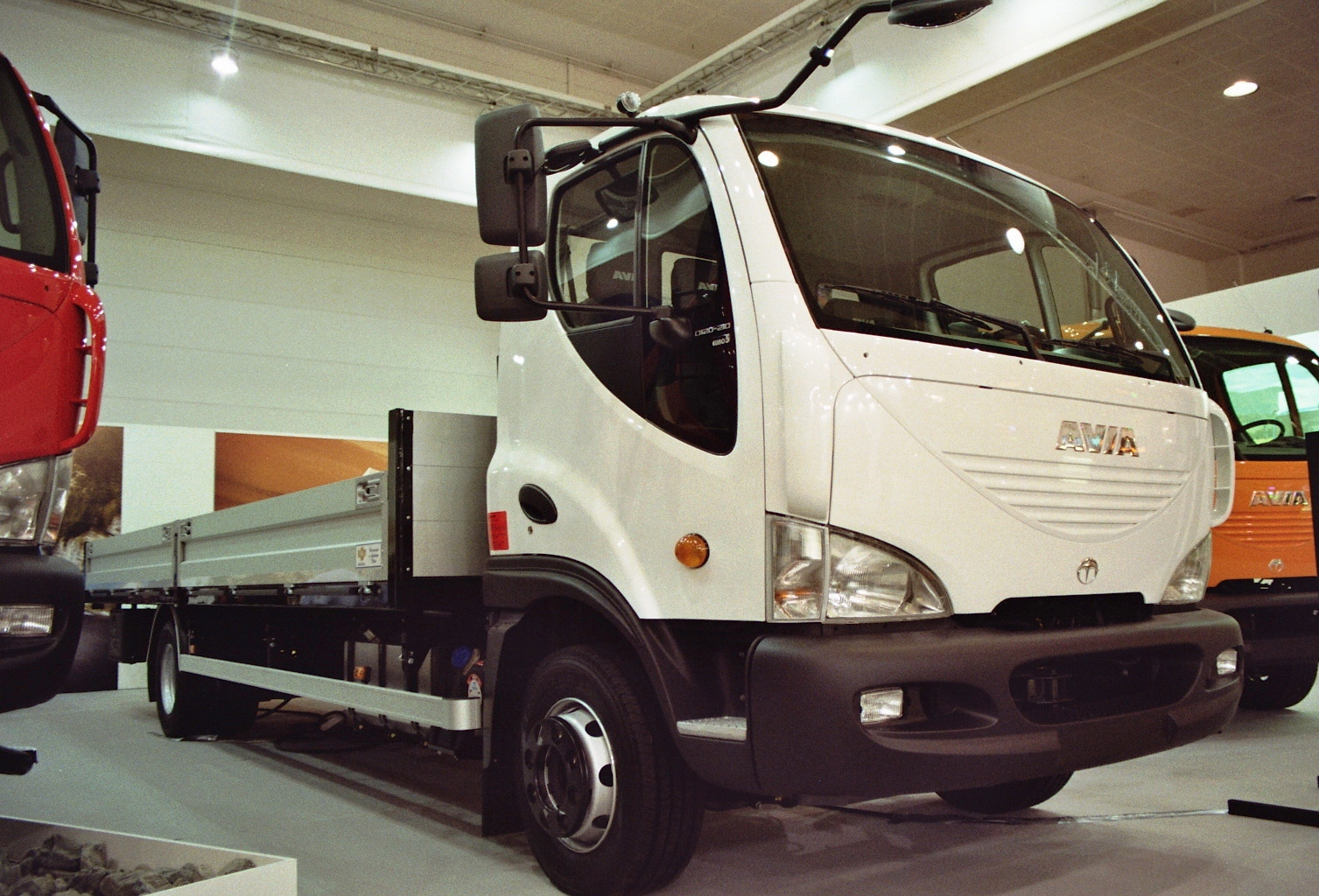
Avia D120
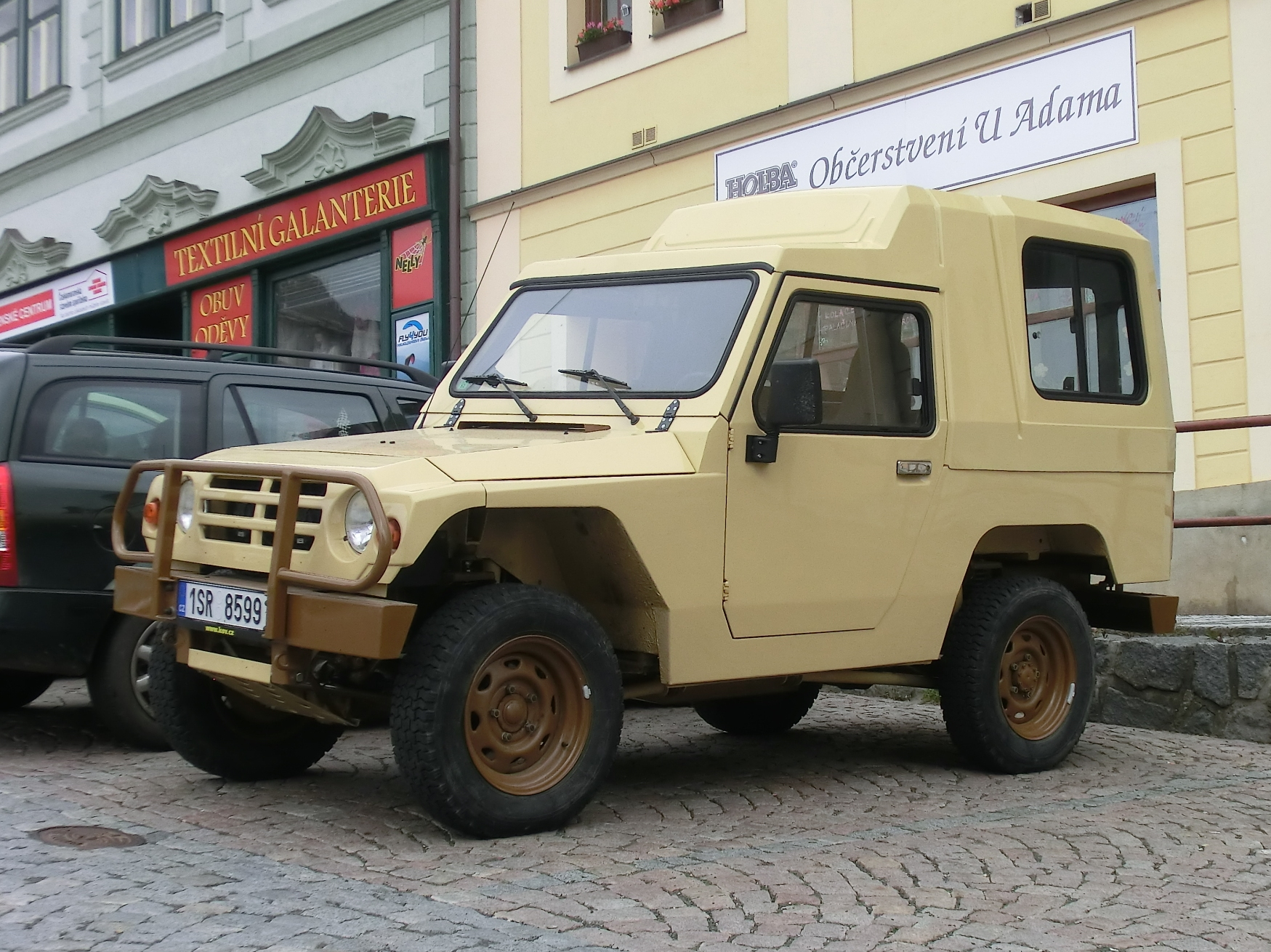
Avia A11 Trend
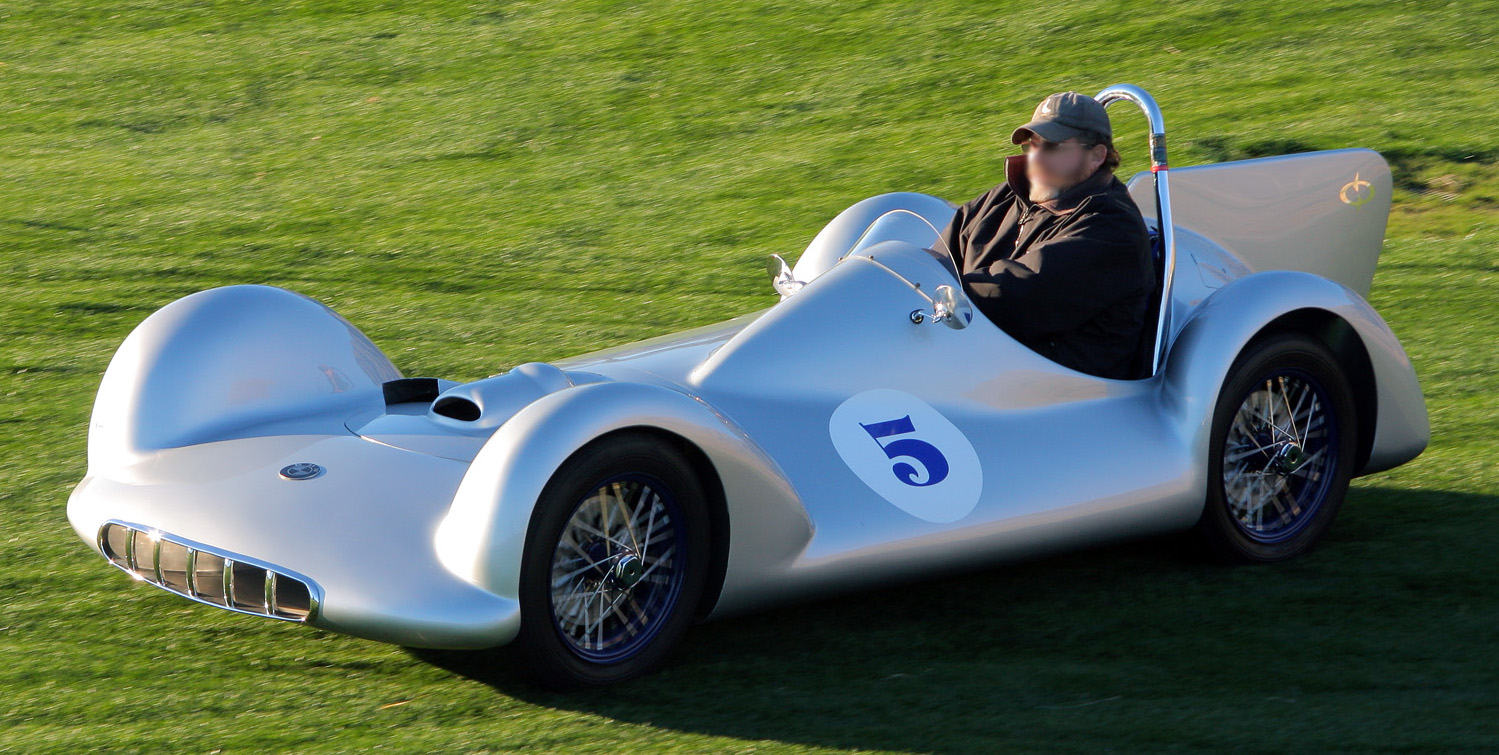
Avia Mk3
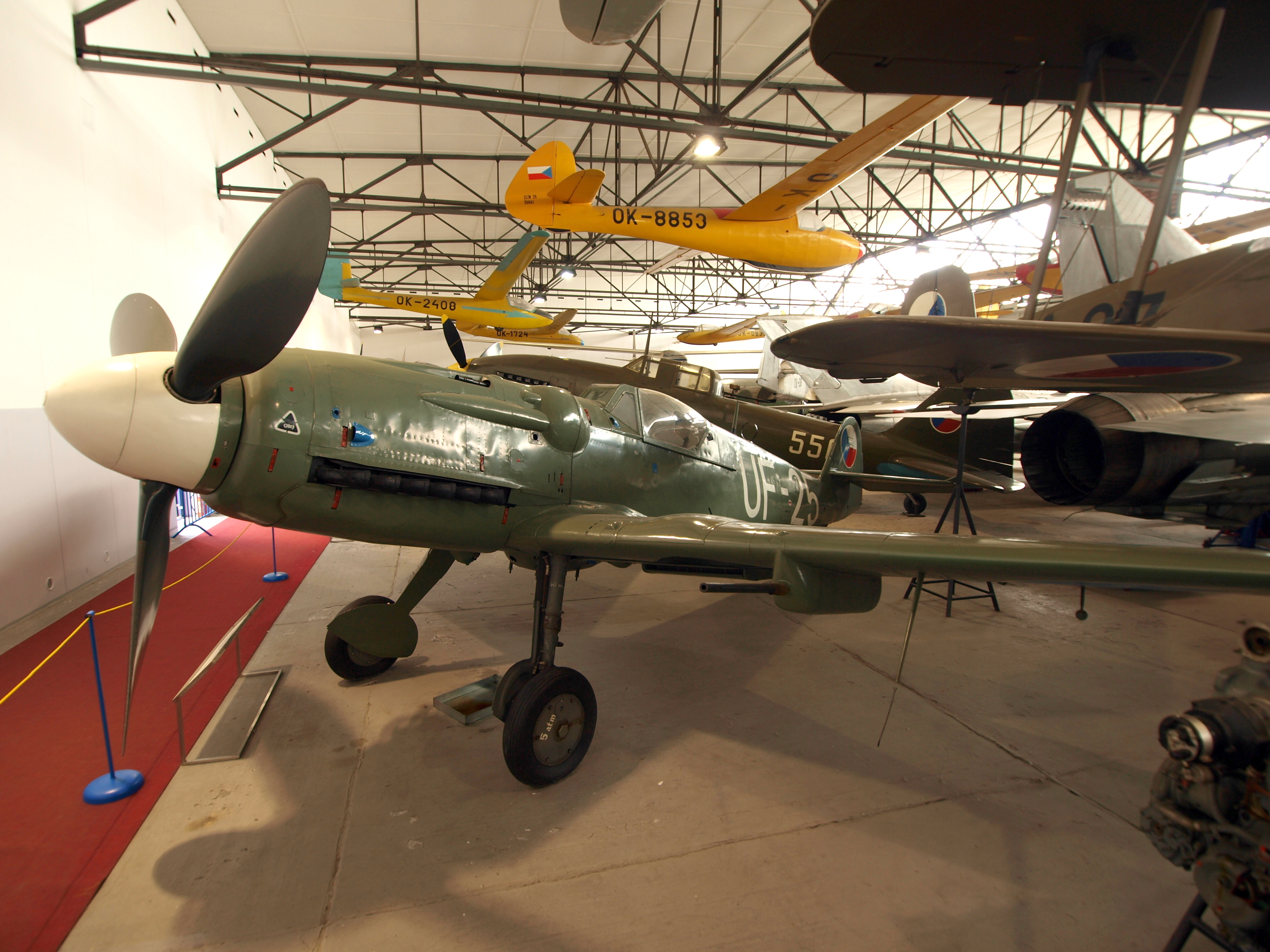
Avia S-199

## Modele
- Avia Mk3
- Avia A 11 Trend
- Avia A15/20/30/21/31
- Avia A60/65/70/75/80
- Avia D60/65/75/80/85/90/100/110/120